# She Loves Me Not (chanson)
Pour les articles homonymes, voir She Loves Me Not.
Singles de Papa Roach
Between Angels and Insects
(2001) Time and Time Again
(2002)
Pistes de Lovehatetragedy
"Born With Nothing, Died With Everything" "Singular Indestructible Droid"
She Loves Me Not est une chanson du groupe californien Papa Roach. Il s'agit du premier single extrait de leur troisième album Lovehatetragedy et par conséquent leur quatrième single. Elle fait aussi partie de la bande son du jeu NHL 2003. Cette chanson est principalement basée sur les problèmes de couple du chanteur Jacoby Shaddix avec sa femme Kelly Shaddix.

## Clip vidéo
Le clip, dirigé par David Meyers, montre le groupe jouant dans un parc d'attractions vétuste. Le clip est basé sur une alternance des scènes où le groupe joue avec les scènes montrant des personnes dégradant les lieux ou se battant.
C'est le seul clip vidéo où l'on peut voir Jacoby blond.

### Images subliminales
La vidéo utilise à de nombreuses reprises des images subliminales. Un homme au visage peint en squelette apparaît deux fois (0:34 et à la fin de la phrase « I'm the jerk »). Un autre personnage, une femme aux cheveux rouges et noirs, apparaît aussi, comme sortant de nulle part : d'abord à 1:10 (dans un costume de sumo) au fond à gauche, et une autre fois à 2:08. Est également remarquable un homme en blanc, dansant avec le groupe à 3:07 et à 3:31.
On peut aussi apercevoir des visages fantomatiques surgir le temps d'une image : à 0:26 et à 1:05, en bas à gauche ; ainsi qu'à 2:20, à l'arrière-plan. Un autre visage apparaît très rapidement à 2:30, à droite de l'arbre.